# Gourbesville
Gourbesville ist eine Ortschaft und eine ehemalige französische Gemeinde mit 166 Einwohnern (Stand: 1. Januar 2019) im Département Manche in der Region Normandie. Sie gehörte zum Arrondissement Cherbourg und zum Kanton Sainte-Mère-Église.
Mit Wirkung vom 1. Januar 2016 wurden die ehemaligen Gemeinden Picauville, Amfreville, Cretteville, Gourbesville, Houtteville und Vindefontaine zur namensgleichen Commune nouvelle Picauville zusammengeschlossen. Der Verwaltungssitz befindet sich im Ort Picauville.
Am 1. Januar 2017 trat noch die früher eigenständige Gemeinde Les Moitiers-en-Bauptois hinzu. Alle ehemaligen Gemeinden haben in der neuen Gemeinde den Status einer Commune déléguée.

## Geografie
Gourbesville gehört zum Regionalen Naturpark Marais du Cotentin et du Bessin, es liegt 2,4 Kilometer östlich von Orglandes, 6,1 Kilometer westlich von Neuville-au-Plain und etwa 30 Kilometer südöstlich von Cherbourg-Octeville in der Bocage im Cotentin, etwa elf Kilometer westlich der Atlantikküste. Der Merderet fließt durch das Gebiet.

## Sehenswürdigkeiten
Das Schloss La Cour de Gourbesville wurde im 16. Jahrhundert erbaut. Aus jener Zeit ist jedoch nur noch das Eingangsportal erhalten. Ein Pavillon stammt aus dem Anfang des 17. Jahrhunderts. In der Mitte des 18. Jahrhunderts wurden Schloss und Taubenhaus zerstört. Um 1907 wurden die Stallungen in Wohngebäude umgebaut, brannten jedoch 1944 nieder. Nach dem Zweiten Weltkrieg wurde das Schloss restauriert. Es befindet sich heute im Privatbesitz.
Ältester erhaltener Teil der Kirche Saint-Hermeland ist der Chor aus dem 18. Jahrhundert. Der Altar der Kirche stammt allerdings aus der ersten Hälfte des 17. Jahrhunderts und ist seit 1982 als Monument historique klassifiziert.

## Wirtschaft
Das Bild der Gemeinde ist von Weiden geprägt, die von Hecken und Baumreihen gesäumt werden. Diese Form der Parzellierung wird Bocage genannt. Haupterwerbszweige der Gourbesvillais sind die Zucht von Hausrindern und Hauspferden. Örtliche Freizeitbeschäftigungen sind Reitsport, Jagd, Angeln und Wandern.